# Эштремадура
Эштремаду́ра (порт. Estremadura; [(ɨ)ʃtɾɨmɐ'duɾɐ]) — историческая провинция Португалии у Атлантического побережья, по берегам реки Тежу, центр — город Лиссабон. На 1974 год площадь составляла 7,95 тысяч км², население — 2 миллиона 234 тысяч человек. В некоторых источниках описывается как Эстремадура.
Состояла из 29 муниципальных округов (порт. conselho), расположенных на территории современных округов (порт. distrito) Лейрия, Лиссабон и Сетубал.

## Муниципалитеты
- Округ Лейрия: Алкобаса, Бомбаррал, Калдаш-да-Раинья, Маринья-Гранде, Назаре, Обидуш, Пенише, Порту-де-Мош.
- Округ Лиссабон: Амадора, Аленкер, Арруда-душ-Виньюш, Кадавал, Кашкайш, Лиссабон, Лореш, Лориньян, Мафра, Оейраш, Синтра, Собрал-де-Монте-Аграсу, Торреш-Ведраш.
- Округ Сетубал: Алкошете, Алмада, Баррейру, Мойта, Монтижу, Палмела, Сейшал, Сезимбра, Сетубал.